# PHP Data Objects
PHP Data Objects (w skrócie PDO) – rozszerzenie języka PHP udostępniające jednolity interfejs baz danych w postaci pojedynczej klasy z metodami wspólnymi dla różnych silników zarządzania bazą danych. Eliminuje to konieczność korzystania przez twórców oprogramowania z własnych lub zewnętrznych rozwiązań unifikujących sposób operowania na bazie danych.
PHP Data Objects jest dostępne w PHP od wersji 5.1 i obsługuje popularne narzędzia, takie jak MSSQL (dla systemu Windows tylko w wersji PHP ≤ 5.2.9), MySQL, Oracle, PostgreSQL czy Firebird.